# Bandiera di Gibuti
La bandiera di Gibuti presenta due bande orizzontali di uguali dimensioni, di colore blu (sopra) e verde (sotto), con un triangolo isoscele bianco sul lato del pennone, che reca al centro una stella a cinque punte rossa. 
I colori usati possono essere visti come simboli della terra (verde), del mare e del cielo (blu) e della pace (bianco), mentre la stella rossa rappresenta l'unione. La bandiera venne issata la prima volta nel giorno dell'indipendenza di Gibuti, il 27 giugno 1977.

## Bandiere storiche

Bandiera del Sultanato di Adal (1415-1577)